# Skucku
Skucku är en by i Bergs kommun i södra Jämtland, belägen i Bergs distrikt (Bergs socken), fem kilometer nordost om Svenstavik och cirka 60 kilometer söder om Östersund. Byn gränsar till Skanderåsen i nordväst, Bingsta i sydöst och genom skogen Östberg i sydväst. 
Byn är ibland uppdelad i Västerskucku och Österskucku. Från 2015 avgränsar SCB här en småort.

## Etymologi
Namnet Skucku tros komma från ordet skakk som betyder lutning, då byn sluttar mot sjön Näkten.

## Historia
Det finns dokumenterat att byn funnits sedan 1480, men den har troligen funnits långt innan dess. På den tiden bestod byn bara av ett fåtal gårdar och man försörjde sig på jordbruket.
Det har genom åren funnits en hel del olika små butiker, men idag är de alla borta. Även den gamla skolan är nedlagd och fungerar idag som bostadshus.